# The Ganjas
The Ganjas es una banda de rock neopsicodélico de Santiago, Chile. Fue formada inicialmente en 2000 por Samuel "Sam" Maquieira en voz y guitarra, Rafael "Pape" Astaburuaga en bajo y voz, y Aldo Benincasa en batería. Sobre esta alineación estable han participado varios músicos, entre los que destacan Luis Felipe "Luife" Saavedra, Miguel "Comegato" Montenegro (compañero de Maquieira en Yajaira), Álvaro Gómez, Rodrigo Astaburuaga, Pablo Giadach y Luciano Mariño; este último actualmente miembro estable de la banda, en guitarra.

## Historia

### Comienzos
La historia de The Ganjas comienza en Santiago de Chile a principios de 2000, cuando Samuel Sam Maquieira (guitarra y voz), su primo, Rafael Pape Astaburuaga (bajo y voz) y Aldo Benincasa (batería) se reúnen a ensayar sobre la base de improvisaciones.
Luego de un tiempo en formato trío, se incorpora como segundo guitarrista Comegato Montenegro, conocido en ese entonces como vocalista y bajista en Yajaira. Luego de más de un año de ensayos con esta nueva formación, The Ganjas comienza a presentarse en vivo, haciendo su debut oficial el 1 de noviembre de 2001. La recepción del público fue muy buena y la banda comenzó a ganar una fanaticada habitual, lo que motivó la realización de shows continuamente a lo largo 2002. A mediados de dicho año se incorpora Luis Felipe Luife Saavedra en teclados y sintetizadores, cerrando, así, la formación de la primera etapa de The Ganjas.

### Álbum debut
Luego de decenas de presentaciones en vivo y ensayos rigurosos, The Ganjas entra a los estudios del sello Algo Records para registrar su primer disco, el homónimo The Ganjas, que vería sería editado en octubre de 2003 por Irrepetible Discos. Recibiendo muy buenas críticas de la prensa tanto por su álbum como por sus presentaciones en vivo, The Ganjas se afianza como un proyecto serio y con proyecciones concretas. Como apoyo al lanzamiento del disco debut de la banda se difunden dos sencillos, "Let's Go to the Beach" y "Darkside", cuyos respectivos videos obtienen una alta rotación en televisión, reforzando la popularidad de la banda. 
Tras el lanzamiento del álbum, The Ganjas realizan algunas presentaciones en otras regiones de Chile, compartiendo escenario con bandas amigas como Guiso, Perrosky, Matorral, Tsunamis, Hielo Negro, Pendex, Camión, Ramires!, entre otras. Por otro lado, Comegato Montenegro deja la banda para enfocarse en su propia agrupación, el trío de sludge metal Electrozombies.

### EP e internacionalización
A principios de 2004 la banda se desvincula de Irrepetible Discos, con el objetivo de tener control propio sobre sus futuros trabajos. A mediados del mismo año se edita nuevo material; el EP electroacústico Fuma y Mira, registrado en vivo en Sala Master para el programa "Chile: Música en vivo" de la Radio Universidad de Chile. Éste sería el primer disco de la banda en ser editado de forma autogestionada.
Posteriormente, son invitados a participar en festivales y encuentros musicales con bandas ya consagradas, y comienza a mantenerse un contacto constante con publicaciones nacionales y extranjeras. En países como Argentina, Colombia, Australia, Estados Unidos, Brasil, Venezuela, Uruguay y Ecuador empieza a surgir interés por el trabajo de The Ganjas. Múltiples visitas, entrevistas y presentaciones televisivas reafirman, en ese entonces, el denominado "Proyecto Ganjero". Surge, entonces, la idea de un segundo álbum, instancia para registrar las numerosas nuevas canciones que la banda presentaba en sus conciertos.

### Laydown
De esta forma, en el invierno de 2004 The Ganjas entra nuevamente a los estudios de Algo Records para grabar el que sería su tercer trabajo, Laydown, el primero de la banda en ser lanzado por el sello Algo Records. El disco es editado en 2005 y recibe aun mejores críticas y comentarios que sus predecesores. Además logra muy buenas ventas y atrae a un público cada vez más numeroso a los shows en vivo de la banda. Las presentaciones en otras regiones del país se hacen cada vez más habituales, e incluso la banda es invitada a cerrar uno de los días del prestigioso festival hispanoamericano Rock al Parque, en Colombia.
A fines de 2005, Luife Saavedra deja The Ganjas por motivos personales, al tiempo que el ahora trío recibe una nominación en los premios APES, en la categoría "Mejor Banda Rock". Paralelamente, y para compensar la pérdida de su tecladista, al trío de Maquieira, Astaburuaga y Benincasa se suman dos rostros familiares y antiguos colaboradores de la banda: Luciano Mariño (integrante, junto a Maquieira y Benincasa, de la banda paralela The Versions) y Rodrigo Rod Astaburuaga (guitarrista en la banda Camión), quienes participan en las presentaciones en vivo y en la composición de nuevos temas de la banda a partir de 2006. Ese mismo año se edita por primera vez material de The Ganjas en el extranjero. La banda argentina The Jacqueline Trash, con la cual los chilenos habían ya compartido escenario, se encarga de producir un split en el que aparecen outtakes inéditos de las sesiones de grabación de Laydown.

### Daybreak
El año 2007 The Ganjas continúan ganando adeptos e importancia en la escena santiaguina, es así como participan exitosamente del Vive Latino 2007 realizado en Santiago de Chile. Además, The Ganjas lanza un último disco titulado Daybreak a través Algo Records, en el cual participó activamente el ingeniero Pablo Giadach (voz y guitarra de la banda Casino) en la grabación, producción del disco e incluso tocando en sus conciertos en vivo (reemplazando a Rodrigo Astaburuaga). Daybreak fue grabado en los estudios Orange y masterizado en Argentina en el estudio Puro Mastering, la cual ha trabajado anteriormente para artistas de la talla de Soda Stereo y Charly García, consiguiéndose excelentes resultados, y por sobre todo la buena crítica tanto de los medios especializados como del público en general, no solo en chile sino también en Argentina.
Durante 2008 el tradicional sello de la banda confirma una alianza estratégica con Oveja Negra, el sello institucional de la Sociedad Chilena del Derecho de Autor. De esta manera la distribución del material de la banda alcanza a todo Chile y prolonga de mejor manera la internacionalización de The Ganjas. La mejor manera de concretar este convenio era entonces editar un CD compilatorio con lo más destacado de cada álbum editado, remasterizar estos tracks e incluir algunos bonus para hacer la edición aún más interesante.
En el mes aniversario de la banda dos grandes hitos se suceden, la primera visita a Brasil se hace realidad y The Ganjas se hace en importantes festivales compartiendo escenario con Helmet, The Vaselines, Black Mountain, Black Lips y otros. São Paulo, Goiânia y Río de Janeiro son las ciudades que comprenden la gira por la nación carioca. De vuelta en Chile son invitados a participar en el prestigioso festival SUE, cita en la que comparten escenario con R.E.M. y The Jesus and Mary Chain en una velada inolvidable con una amplia cobertura mediática y grandes resultados.
En enero de 2009 son invitados a participar en la 2a Cumbre del Rock Chileno, cita que reunió a más de 50.000 personas y cerca de 80 bandas.

### Loose
Apenas entrado el mes de febrero la agrupación ingresa a estudio para registrar su nuevo disco de canciones originales: Loose, que viene a ser el primer registro formal con el guitarrista Pablo Giadach, luego de dos años de extensa gira.
En rigor el mismo Giadach es el encargado de registrar el disco, y al igual que en el trabajo anterior, se mezcla en su estudio personal, Orange, y se masteriza en Argentina con Eduardo Bergallo, aprovechando una nueva gira por Argentina y Uruguay. También se repite la fórmula de colaboración entre los sellos Oveja Negra y Algo Records para llevar este disco a las calles, es así como en el mes de mayo de 2009 Loose es oficialmente lanzado, comenzando así lo que será la nueva gira de presentación del LP durante el transcurso de ese año.
'''This is the time'''
Con este álbum que funciona como biografía, The Ganjas reúne canciones publicadas en las cuatro producciones que realizaron entre los años 2002 y 2007: The Ganjas, Fuma & mira, Laydown y Daybreak, e incorpora también 3 canciones extra. Incluyendo una rareza de Bob Marley.
'''RESISTANCE'''
El disco consagratorio y bisagra en la carrera de la banda, registrado y editado en 2011 cuenta con la producción del reconocido ingeniero Jack Endino (Nirvana,Soundgarden,Mudhoney,Mark Lanegan,Screaming Trees etc etc), quien viajara a Chile para plasmar uno de los discos más queridos por la gente y además el LP que obtuvo el aprecio de crítica especializada y rotación en radios. 
After Dark
El nuevo disco de la banda , autoproducido y registrado en los estudios de BYM Rec por Ignacio Rodríguez, extiende el camino iniciado en Resistance y viene a marcar la primera colaboración con el importante sello local BYM Records. Quien además de editar el nuevo trabajo comienza una serie de importantes reediciones del catálogo de la banda en vinilo. De tal forma ven la luz en formato doble LP el disco homónimo debut, Laydown, Daybreak y Loose.
Ghost River
Disco que compila la larga historia de la banda y que suma 3 canciones originales registradas nuevamente por el ingeniero Jack Endino, el disco funcionó como carta de presentación en la gira europea que se desarrolló en 2017 y actualmente se encuentra descatalogado.
Últimas grabaciones
The Ganjas suma a Nes Rodríguez en batería durante 2017 y registran un inédito disco de estudio junto a Jack Endino, abren importantes shows para The Cult, Festivales como Woodstaco y por segunda oportunidad se presentan en Lollapalooza Chile.

En vivo en Bar de Rene'''
Único disco oficial en vivo de la banda a la fecha, grabado en el reconocido Bar de René en Santiago de Chile, cuenta con la particularidad especial de sumar a Jack Endino en guitarra y voces.
Presente''
La banda suma a un viejo conocido, Luciano Mariño en guitarra, integrante de la banda hermana The Versions. Una serie de nuevas canciones se registrarán durante 2022 junto a la vuelta en batería de Aldo B. 
La banda

## Miembros

### Formación actual
- Samuel Sam Maquieira – guitarra, voz (2000–presente)
- Luciano Mariño – guitarra, voz (2007–presente)
- Rafael Pape Astaburuaga – bajo, voz (2000–presente)
- Aldo Benincasa – batería (2000–presente)

### Miembros anteriores
- Miguel Comegato Montenegro – guitarra (2000–2003)
- Luis Felipe Luife Saavedra – teclado, sintetizador (2002–2005)
- Rodrigo Rod Astaburuaga – guitarra (2006–2007)
- Luciano Mariño – guitarra (2006)
- Ignacio Rodríguez - batería 2017-2019
- Pablo Giadach - guitarra y voz 2007-2021

## Discografía
| - The Ganjas (2003) - Laydown (2005) - Daybreak (2007) - Loose (2009) - Resistance (2011) - After Dark (2014) - Ghost river (2017) - Moderation (2020) | - Fuma y Mira (2004) EP en vivo - Split (2006) Split con The Jacqueline Trash - This is the Time 2002-2007 (2008) Álbum de grandes éxitos - Live at Bar de René (2021) Álbum en vivo |

## Enlaces
- Myspace Oficial

- Datos: Q6144495